# СХТЗ-НАТИ
СХТЗ-НАТИ (СТЗ-3) — марка гусеничного трактора, выпускавшегося с 1937 года по 1952 год на тракторных заводах СССР. Первый трактор массового производства с конструкцией полностью  отечественной разработки. В 1938 году на Всемирной промышленной выставке в Париже трактор получил Большую Золотую медаль и диплом Гран-при.

## История
В 1929 году после сравнительных испытаний многих зарубежных тракторов специалисты НАТИ сформулировали технические требования к отечественным тракторам и зафиксировали их в статьях «Технические нормы для русского трактора» и «О типе трактора для России». Модель СТЗ-НАТИ разрабатывали уже на основе этих требований. Эта унифицированная, сельскохозяйственная и транспортная, машина, с эластичной подвеской катков, металлической гусеницей с литыми звеньями, упрощённой полузакрытой кабиной (без стёкол и дверей, защита только сверху от осадков) наиболее полно отвечала условиям производства и эксплуатации именно в Советском Союзе.
В июле 1935 года на опытном поле НАТИ, в Лихоборах, СТЗ показывал членам Политбюро ЦК ВКП(б) и правительства три образца гусеничных тракторов, ХТЗ - один. Тракторы тянули семилемешные сцепки из двух плугов. По условиям конкурса, чтобы обеспечить стабильную глубину вспашки, следовало применить полужесткую подвеску, однако инженеры СТЗ, нарушив требования, использовали эластичную по типу танка Т-37А, которая ныне известна как подвеска Хорстмана. В результате сталинградская модель показала более высокие технические качества, а харьковская проиграла, но перевести на производство нового отечественного гусеничного трактора решили и Сталинградский, и Харьковский тракторные заводы.  Новый трактор сошел с большого конвейера Сталинградского завода 11 июля 1937 года.
В 1937 году Сталинградский и Харьковский тракторные заводы прекратили выпуск колёсных тракторов СХТЗ 15/30 и перешли на выпуск гусеничных тракторов СХТЗ-НАТИ.

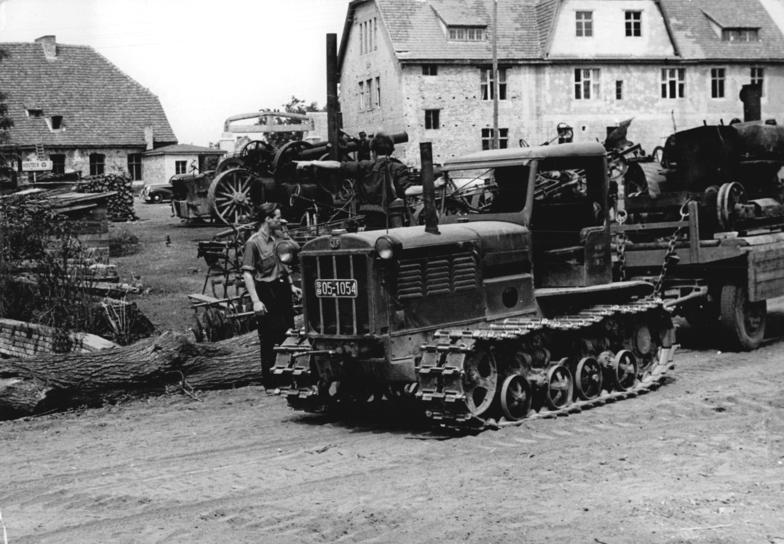
СХТЗ-НАТИ в ГДР

В связи с тем, что в ходе Великой Отечественной войны Харьковский завод был эвакуирован в город Рубцовск Алтайского края, производство тракторов было начато там, в создававшемся в военные годы Алтайском тракторном заводе. Первые трактора СХТЗ-НАТИ вышли из цехов Алтайского завода в августе 1942 года.
На Алтайском тракторном заводе производство тракторов, получивших обозначение АТЗ-НАТИ, продолжалось до 1952 года, на Сталинградском и Харьковском заводах производство было свёрнуто ранее, в 1949 году они уступили на сборочном конвейере место тракторам ДТ-54.

## Конструкция
Трактор СХТЗ-НАТИ имел рамную конструкцию с клёпаной рамой, состоящей из двух лонжеронов и четырёх поперечин.
Эластичная подвеска ходовых частей на четырёх балансирных каретках с витыми цилиндрическими пружинами.
Кабина трактора была полузакрытой.
Керосиновый карбюраторный четырёхцилиндровый двигатель мощностью 52 л. с. крепился на раме в трёх точках. Охлаждение двигателя — водяное.
Коробка передач — зубчатая трёхходовая, гусеница выполнена из звеньев, отлитых из высокомарганцовистой стали.

## Факты
- В начальный период Великой Отечественной войны на шасси СТЗ-5 устанавливался гвардейский реактивный миномёт БМ-13-16 («Катюша»).
- 10-тысячный трактор СХТЗ-НАТИ вышел из ворот Сталинградского тракторного завода в 1947 году[4].
- На базе гусеничного СХТЗ-НАТИ в 1952 году был создан электротрактор ХТЗ-12.

Показан в советском фильме «Поезд идёт на восток».